# Saúde global

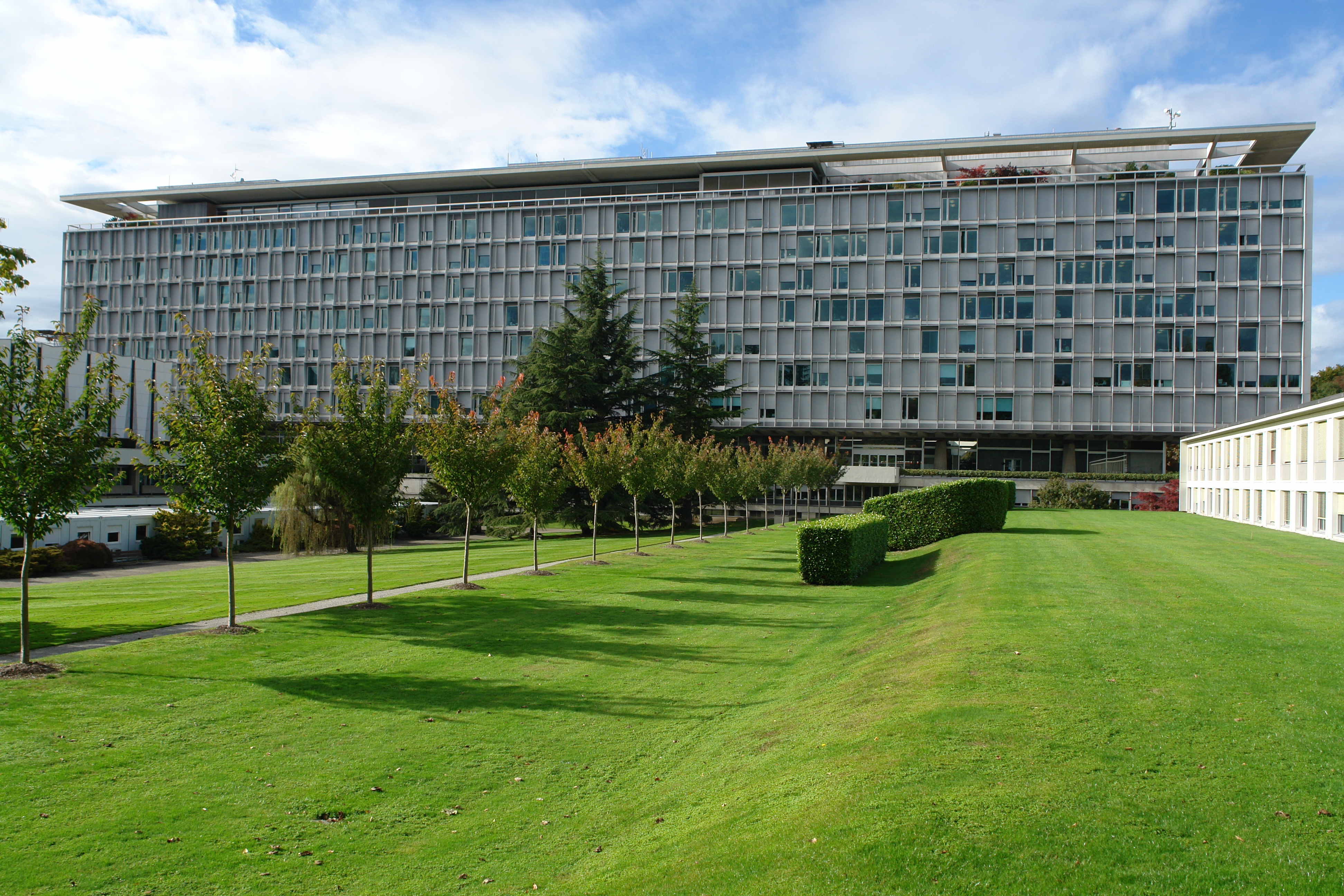
Sede da Organização Mundial da Saúde em Genebra, Suíça.

A saúde global é a saúde das populações no contexto mundial; foi definida como "a área de estudo, investigação e prática que prioriza a melhoria da saúde e a equidade de saúde para todas as pessoas em todo o mundo". Problemas que transcendem as fronteiras nacionais ou têm um impacto político e económico global são frequentemente enfatizados. Assim, a saúde global diz respeito à melhoria da saúde mundial (incluindo a saúde mental), redução de disparidades e proteção contra ameaças globais que desconsideram as fronteiras nacionais. A saúde global não deve ser confundida com a saúde internacional, que é definida como o ramo da saúde pública que se concentra nos países em desenvolvimento e nos esforços de ajuda externa dos países industrializados. A saúde global pode ser medida em função de várias doenças globais e da sua prevalência no mundo e ameaça de diminuir a expectativa de vida no presente. Estimativas sugerem que num mundo pré-moderno e pobre, a expectativa de vida era de cerca de 30 anos em todas as regiões do mundo.
A agência predominante associada à saúde global (e à saúde internacional) é a Organização Mundial da Saúde (OMS). Outras agências importantes que impactam a saúde global incluem a UNICEF e o Programa Alimentar Mundial (PAM). O sistema das Nações Unidas também tem desempenhado um papel com ações intersetoriais para abordar a saúde global e os seus determinantes socioeconómicos subjacentes com a declaração dos Objetivos de Desenvolvimento do Milénio e os Objetivos de Desenvolvimento Sustentável mais recentes.

## Definição

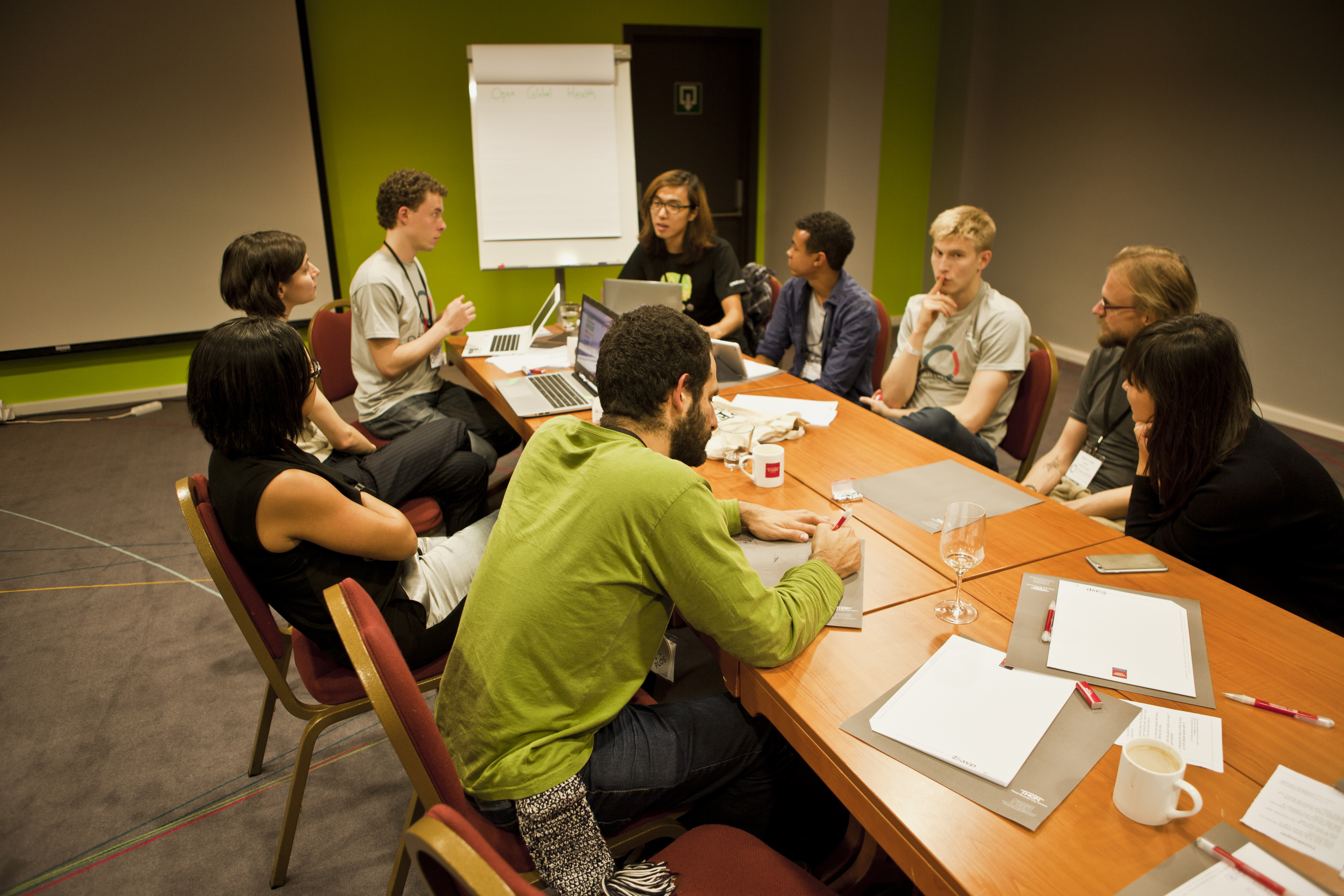
Open Global Health na OpenCon 2015

A saúde global emprega várias perspetivas que se concentram nos determinantes e na distribuição da saúde em contextos internacionais.
- A medicina descreve a patologia das doenças e promove a prevenção, diagnóstico e tratamento.[9]
- A saúde pública enfatiza a saúde das populações.[10]
- A epidemiologia ajuda a identificar fatores de risco e causas de problemas de saúde.[11]
- A demografia fornece dados para decisões políticas.[12]
- A economia enfatiza as abordagens custo-eficácia e custo-benefício para a alocação ideal de recursos de saúde.[13]
- Outras ciências sociais, como sociologia, estudos de desenvolvimento, psicologia, antropologia, estudos culturais e direito, podem ajudar a compreender os determinantes da saúde nas sociedades.

Tanto os indivíduos como as organizações que trabalham no domínio da saúde global enfrentam muitas vezes muitas questões relacionadas com os direitos éticos e humanos. O exame crítico das diversas causas e justificativas das iniquidades em saúde é necessário para o sucesso das soluções propostas. Tais questões são discutidas nas Cúpulas Globais bianuais dos Conselhos Nacionais de Ética/Bioética.

## História

Esperança de vida por região do mundo, de 1770 a 2018

Foram dados passos importantes para a cooperação global em saúde com a formação da Organização das Nações Unidas (ONU) e do Grupo Banco Mundial em 1945, após a Segunda Guerra Mundial. Em 1948, os estados membros da recém-formada Organização das Nações Unidas reuniram-se para criar a Organização Mundial da Saúde. Uma epidemia de cólera que ceifou 20.000 vidas no Egito em 1947 e 1948 ajudou a estimular a comunidade internacional a agir. A OMS publicou a sua Lista de Medicamentos Essenciais, e a declaração de Alma Ata de 1978 sublinhou a importância dos cuidados de saúde primários.
Numa cimeira das Nações Unidas em 2000, os países membros declararam oito Objetivos de Desenvolvimento do Milénio (ODM), que refletiam os principais desafios enfrentados pelo desenvolvimento humano globalmente, a serem alcançados até 2015. A declaração foi acompanhada por um investimento global sem precedentes por parte dos países doadores e recetores. De acordo com a ONU, esses ODM forneceram uma estrutura importante para o desenvolvimento e progressos significativos foram feitos em várias áreas. No entanto, o progresso tem sido desigual e alguns dos ODM não foram totalmente realizados, incluindo a saúde materna, neonatal e infantil, e a  saúde reprodutiva. Com base nos ODM, uma nova Agenda de Desenvolvimento Sustentável com 17  Objetivos de Desenvolvimento Sustentável (ODS) foi estabelecida para os anos de 2016-2030. O primeiro objetivo é uma promessa ambiciosa e histórica de acabar com a pobreza. Em 25 de setembro de 2015, os 193 países da Assembleia Geral da ONU adotaram a Agenda de Desenvolvimento 2030 intitulada Transformando o nosso mundo: a Agenda 2030 para o Desenvolvimento Sustentável.
Várias iniciativas importantes começaram nos anos 2000, incluindo a aliança de vacinas GAVI em 2000, o Fundo Global de Combate contra a SIDA, Tuberculose e Malária em 2002,  Plano de Emergência do Presidente dos EUA para o Alívio da SIDA em 2003, a Iniciativa do Presidente dos EUA contra a Malária em 2005. Nesta década e como parte do Consenso de Monterrey, uma ênfase crescente foi colocada na medição da melhoria nos resultados de saúde, em vez de apenas na quantidade de dinheiro gasto.
Em 2015 foi publicado um livro intitulado "To Save Humanity", com cerca de 100 ensaios sobre as questões de saúde global mais urgentes da atualidade. Os ensaios foram de autoria de figuras globais da política, ciência e ativismo, desde Bill Clinton a Peter Piot, e abordaram uma ampla gama de questões, incluindo vacinas, resistência antimicrobiana, cobertura de saúde, uso de tabaco, metodologia de pesquisa, mudança climática, equidade, acesso à medicina, e cobertura dos média de investigação em saúde.

## Medidas

### Anos de vida ajustados por incapacidade

Anos de vida ajustados por incapacidade por 100.000 pessoas em 2004.
Sem dados
Menos de 9.250
9.250–16.000
16,000–22,750
22,750–29,500
29,500–36,250
36.250–43.000
43.000–49.750
49.750–56.500
56.500–63.250
63.250–70.000
70.000–80.000
Mais de 80000

O DALY é uma medida resumida que combina o impacto da doença, incapacidade e mortalidade medindo o tempo vivido com incapacidade e o tempo perdido por mortalidade prematura. Um DALY pode ser considerado como um ano perdido de vida "saudável". O DALY para uma doença é a soma dos anos de vida perdidos por mortalidade prematura e os anos perdidos por incapacidade para os casos incidentes da condição de saúde.

### Anos de vida ajustados pela qualidade
Os QALY combinam a sobrevivência esperada com a qualidade de vida esperada num único número: se um ano adicional de vida saudável vale o valor de um (ano), então um ano de vida menos saudável vale menos que um (ano). Os cálculos do QALY são baseados em medidas do valor que os indivíduos atribuem aos anos esperados de sobrevivência. As medições podem ser feitas de várias formas: por técnicas que replicam apostas sobre preferências por estados alternativos de saúde, com pesquisas ou análises que inferem a disposição de pagar por estados alternativos de saúde, ou por meio de instrumentos baseados na troca de algumas ou todas as probabilidades de tempo de sobrevivência que uma intervenção médica pode proporcionar para ganhar menos tempo de sobrevivência de maior qualidade.

### Mortalidades infantis
A mortalidade infantil antes de um ano de vida e a mortalidade infantial de crianças menores de 5 anos são mais específicas do que os DALY ou QALY na representação da saúde nas camadas mais pobres de uma população e, portanto, são especialmente úteis quando se concentra na equidade em saúde.

### Morbilidade
As medidas de morbilidade incluem taxa de incidência, prevalência e incidência cumulativa, com taxa de incidência referente ao risco de desenvolver uma nova condição de saúde dentro de um período de tempo especificado. Embora, às vezes, expresso simplesmente como o número de novos casos durante um período de tempo, a morbilidade é melhor expressa como uma proporção ou taxa.

## Temas de saúde

### Doenças infecciosas

#### Infeções do trato respiratório
As infeções do trato respiratório e do ouvido médio são as principais causas de morbilidade e mortalidade em todo o mundo. Algumas infeções respiratórias de importância global incluem tuberculose, sarampo, gripe, coronavírus e pneumonias causadas por Mycobacterium tuberculosis, Morbillivirus, Haemophilus influenzae e Pneumococci, respetivamente. A disseminação de infeções respiratórias é exacerbada por condições de superlotação, e a pobreza está associada a um aumento de mais de 20 vezes na carga relativa de infeções pulmonares.

#### Doenças diarreicas
A diarreia é a segunda causa mais comum de mortalidade infantil em todo o mundo, responsável por 17% das mortes de crianças menores de 5 anos. A falta de saneamento pode aumentar a transmissão de bactérias e vírus através da água, alimentos, utensílios, mãos e moscas. A desidratação devido à diarreia pode ser tratada de forma eficaz através da terapia de reidratação oral com reduções dramáticas na mortalidade. Medidas nutricionais importantes incluem a promoção da amamentação materna e a suplementação de zinco. Embora as medidas higiénicas por si só possam ser insuficientes para a prevenção da diarreia por rotavírus, ela pode ser prevenida por uma vacina segura e potencialmente económica.

#### HIV/SIDA
A epidemia de HIV/SIDA destacou a natureza global da saúde e bem-estar humano e a globalização deu origem a uma tendência de encontrar soluções comuns para os desafios globais de saúde. Numerosos fundos internacionais foram criados nos últimos tempos para enfrentar os desafios globais de saúde, como o HIV. Desde o início da epidemia, mais de 70 milhões de pessoas foram infetadas com o vírus HIV e cerca de 35 milhões de pessoas morreram de HIV. Globalmente, 36,9 milhões [31,1–43,9 milhões] de pessoas viviam com HIV no final de 2017. Estima-se que 0,8% [0,6–0,9%] dos adultos de 15 a 49 anos em todo o mundo vivem com HIV, embora a carga da epidemia continue a variar consideravelmente entre países e regiões. A região africana da OMS continua a ser a mais severamente afetada, com quase 1 em cada 25 adultos (4,1%) a viver com HIV e representando quase dois terços das pessoas a viver com HIV em todo o mundo. O vírus da imunodeficiência humana (HIV) é transmitido através de sexo desprotegido, agulhas sujas, transfusões de sangue e de mãe para filho durante o parto ou lactação. Globalmente, o HIV é transmitido principalmente por meio de relações sexuais. O risco por exposição com sexo vaginal em países de baixo rendimento de mulher para homem é de 0,38% e de homem para mulher é de 0,3%. A infeção danifica o sistema imunológico, levando à síndrome da imunodeficiência adquirida (SIDA) e, eventualmente, à morte. Os medicamentos antirretrovirais prolongam a vida e retardam o aparecimento da SIDA, minimizando a quantidade de HIV no corpo.

#### Malária
A malária é uma doença infecciosa transmitida por mosquitos causada por parasitas do género Plasmodium. Os sintomas podem incluir febre, dores de cabeça, calafrios, dores musculares e náuseas. A cada ano, há aproximadamente 500 milhões de casos de malária em todo o mundo, mais comumente entre crianças e mulheres grávidas em países em desenvolvimento. A Região Africana da OMS tem uma parte desproporcionalmente elevada do fardo global da malária. Em 2016, a região abrigava 90% dos casos de malária e 91% das mortes por malária. O uso de mosquiteiros tratados com inseticida é uma maneira econômica de reduzir as mortes por malária, assim como a terapia combinada à base de artemisinina, apoiada por terapia preventiva intermitente na gravidez. Os viajantes internacionais para zonas endêmicas são aconselhados a quimioprofilaxia com medicamentos antimaláricos como Atovaquona-proguanil, doxiciclina ou mefloquina. O consumo global e o comércio internacional de commodities associadas ao desmatamento também podem influenciar indiretamente o risco de malária. Muitas commodities primárias causam desmatamento e o desmatamento pode aumentar a transmissão da malária. O consumo de tais commodities em países desenvolvidos pode aumentar o risco de malária em países em desenvolvimento.

#### Doenças tropicais negligenciadas
Mais de mil milhões de pessoas foram tratadas por pelo menos uma doença tropical negligenciada em 2015. As doenças tropicais negligenciadas são um grupo diversificado de doenças infecciosas que são endémicas em regiões tropicais e subtropicais de 149 países, afetando principalmente populações de baixa e média renda na África, Ásia e América Latina. Eles são causados por bactérias (tracoma, hanseníase), vírus (dengue, raiva), protozoários (tripanossomíase humana africana, chagas) e helmintos (esquistossomose, oncocercose, helmintos transmitidos pelo solo). O Global Burden of Disease Study concluiu que as doenças tropicais negligenciadas contribuíram de forma abrangente para aproximadamente 26,06 milhões de anos de vida ajustados por incapacidade em 2010, bem como significativos efeitos económicos deletérios. Em 2011, a Organização Mundial da Saúde lançou um Roteiro 2020 para doenças tropicais negligenciadas, visando o controlo ou eliminação de 10 doenças comuns. A Declaração de Londres de 2012 baseia-se nessa iniciativa e chamou os países endémicos e a comunidade internacional a melhorar o acesso à água potável e ao saneamento básico, melhores condições de vida, controlo de vetores e educação para a saúde, para alcançar as metas de 2020. Em 2017, um relatório da OMS citou 'progresso sem precedentes' contra doenças tropicais negligenciadas desde 2007, especialmente devido à administração em massa de medicamentos doados por empresas farmacêuticas.

#### Saúde materna
As complicações da gravidez e do parto são as principais causas de morte entre as mulheres em idade reprodutiva. Em muitos países em desenvolvimento, uma mulher morre de complicações do parto aproximadamente a cada minuto. De acordo com o Relatório Mundial de Saúde de 2005 da Organização Mundial da Saúde, as más condições maternas são a quarta principal causa de morte de mulheres em todo o mundo, depois do HIV/SIDA, malária e tuberculose. A maioria das mortes e lesões maternas pode ser evitada, e essas mortes foram amplamente erradicadas no mundo desenvolvido. As metas para melhorar a saúde materna incluem o aumento e a assistência ao número de partos acompanhados por parteiras qualificadas. Estima-se que 68 países de baixo rendimento monitorizados pela colaboração liderada pela OMS e UNICEF Countdown to 2015 são responsáveis por 97% das mortes maternas e infantis em todo o mundo.

#### Nutrição
Em 2010, cerca de 104 milhões de crianças estavam tinham baixo peso, e a subnutrição contribui para cerca de um terço das mortes infantis em todo o mundo. (A subnutrição não deve ser confundida com a desnutrição, que se refere à má proporção da ingestão de alimentos e pode, portanto, referir-se à obesidade.) A subnutrição prejudica o sistema imunológico, aumentando a frequência, gravidade e duração das infeções (incluindo sarampo, pneumonia e diarreia). A infeção pode contribuir ainda mais para a desnutrição. As deficiências de micronutrientes, como vitamina A, ferro, iodo e zinco, são comuns em todo o mundo e podem comprometer o potencial intelectual, o crescimento, o desenvolvimento e a produtividade adulta. As intervenções para prevenir a desnutrição incluem suplementação de micronutrientes, fortificação de alimentos básicos de mercearia, diversificação da dieta, medidas higiénicas para reduzir a propagação de infeções e promoção da amamentação.

#### Doenças não transmissíveis
Aproximadamente 80% das mortes relacionadas com doenças não transmissíveis ocorrem em países em desenvolvimento. Por exemplo, a urbanização e o envelhecimento levaram ao aumento das más condições de saúde relacionadas com doenças não transmissíveis na Índia. As causas de carga de doença que mais cresceram nos últimos 26 anos foram diabetes (aumento da taxa em 80%) e doença cardíaca isquémica (aumento de 34%). Mais de 60% das mortes, cerca de 6,1 milhões, em 2016 foram devidas a DNT, acima dos cerca de 38% em 1990. O aumento da urbanização de refugiados, levou a um número crescente de pessoas diagnosticadas com doenças crónicas não transmissíveis.
Em setembro de 2011, as Nações Unidas sediaram a sua primeira cimeira Especial da Assembleia Geral sobre a questão das doenças não transmissíveis. Observando que as doenças não transmissíveis são a causa de cerca de 35 milhões de mortes a cada ano, a comunidade internacional está a ser cada vez mais chamada a tomar medidas para a prevenção e controlo das doenças crónicas e a mitigar os seus impactos na população mundial, especialmente nas mulheres, que são geralmente os cuidadores primários.
Por exemplo, a taxa de diabetes tipo 2, associada à obesidade, tem aumentado em países anteriormente afetados pela fome. Em países de baixo rendimento, espera-se que o número de indivíduos com diabetes aumente de 84 milhões para 228 milhões até 2030. A obesidade, uma condição evitável, está associada a inúmeras doenças crónicas, incluindo doenças cardiovasculares, acidente vascular cerebral, certos tipos de cancro e doenças respiratórias. Cerca de 16% da carga global de doenças, medida como DALY, foi atribuída à obesidade.

### Violência contra a mulher
A violência contra a mulher foi definida como: “violência física, sexual e psicológica que ocorre na família e na comunidade em geral, incluindo espancamento, abuso sexual, violência relacionada com o dote, violação, mutilação genital feminina e outras práticas tradicionais prejudiciais às mulheres, violência não-conjugal e violência relacionada com a exploração, assédio sexual e intimidação no trabalho, em instituições educacionais e em outros lugares, tráfico de mulheres, prostituição forçada e violência perpetrada ou tolerada pelo Estado." Além de causar lesões, a violência pode aumentar “o risco de longo prazo das mulheres de vários outros problemas de saúde, incluindo dor crónica, deficiência física, abuso de drogas e álcool e depressão”. O Relatório da OMS sobre estimativas globais e regionais sobre violência contra as mulheres descobriu que o abuso do parceiro faz com que as mulheres tenham 16% mais chances de sofrer abortos espontâneos, 41% mais ocorrências de bebês prematuros e duas vezes mais chances de abortar e de adquirir HIV ou outras DST.
Embora as estatísticas possam ser difíceis de obter, pois muitos casos não são reportados, estima-se que uma em cada cinco mulheres enfrenta alguma forma de violência durante a sua vida, em alguns casos levando a ferimentos graves ou mesmo à morte. Os fatores de risco para ser um infrator incluem baixa escolaridade, exposição passada a maus-tratos infantis ou testemunho de violência entre os pais, uso nocivo de álcool, atitudes de aceitação da violência e desigualdade de género. A igualdade das mulheres foi abordada nas metas de desenvolvimento do Milénio. Agora, a Igualdade de Género é o Objetivo de Desenvolvimento Sustentável 5. A prevenção da violência contra as mulheres deve constituir uma parte essencial das reformas da saúde pública na forma de advocacia e recolha de provas. A prevenção primária na forma de aumentar as facilidades de empoderamento económico das mulheres, microfinanças e projetos sociais de treinamento de habilidades relacionadas com a igualdade de género deve ser conduzida.
Devem ser organizadas atividades que promovam habilidades de relacionamento e comunicação entre casais, reduzindo o acesso ao álcool e alterando ideologias sociais. Intervenções na infância, educação comunitária e escolar, consciencialização orientada para os média e outras abordagens devem ser realizadas para desafiar as normas sociais e os processos de pensamento estereotipados para promover mudanças comportamentais entre os homens e aumentar a igualdade de género. Profissionais de saúde treinados desempenhariam um papel vital na prevenção secundária e terciária do abuso, realizando a identificação precoce de mulheres que sofrem violência e contribuindo para o atendimento das suas necessidades de saúde e psicológicas. Eles podem ser muito importantes na prevenção da recorrência da violência e na mitigação dos seus efeitos sobre a saúde das mulheres abusadas e dos seus filhos. Os Estados Membros da Assembleia Mundial da Saúde endossaram um plano em 2016 para reforçar o papel do sistema de saúde na abordagem do fenómeno global da violência contra mulheres e meninas e trabalhar para sua saúde e proteção.

### Cirurgia global
Halfdan T. Mahler, 3º Diretor-Geral da Organização Mundial da Saúde (OMS), chamou a atenção pela primeira vez para as disparidades entre cirurgia e cuidados cirúrgicos quando afirmou: "'a grande maioria da população mundial não tem qualquer tipo de acesso a cuidados cirúrgicos profissionais e pouco está a ser feito para encontrar uma solução", no seu discurso no Congresso Mundial do Colégio Internacional de Cirurgiões em 1980.
Embora progressos significativos tenham sido feitos em campos da saúde global, como doenças infecciosas, saúde materno-infantil e até mesmo noutras doenças não transmissíveis nas últimas décadas, a oferta de cirurgia e cuidados cirúrgicos em ambientes com recursos limitados permaneceu em grande parte insatisfeita. com cerca de 5 mil milhões de pessoas sem acesso a cuidados cirúrgicos e anestésicos seguros e acessíveis. Isto é especialmente verdadeiro nos países mais pobres, que representam mais de um terço da população, mas apenas 3,5% de todas as cirurgias que ocorrem em todo o mundo. De facto, estima-se que até 30% da carga global total de doenças (GBD) pode ser atribuída a condições cirúrgicas, que incluem uma mistura de lesões, malignidades, anomalias congénitas e complicações da gravidez. Como resultado, a cirurgia global tornou-se um campo emergente dentro da saúde global como 'o empreendimento multidisciplinar de fornecer cuidados cirúrgicos melhorados e equitativos à população mundial, com a sua crença central nas questões de necessidade, acesso e qualidade' e tem sido frequentemente descrita como o 'enteado negligenciado da saúde global', um termo cunhado pelo Dr. Paul Farmer para destacar a necessidade urgente de mais trabalho nesta área. Além disso, Jim Young Kim, ex-presidente do Banco Mundial, proclamou em 2014 que “a cirurgia é uma parte indivisível e indispensável dos cuidados de saúde e do progresso em direção à cobertura universal de saúde”.
Em 2015, a Lancet Commission on Global Surgery (LCoGS) publicou o relatório de referência intitulado "Cirurgia Global 2030: evidências e soluções para alcançar saúde, bem-estar e desenvolvimento económico", descrevendo a grande carga preexistente de doenças cirúrgicas em pacientes de países de baixo e médio rendimento (LMICs) e direções futuras para aumentar o acesso universal à cirurgia segura até ao ano de 2030. A Comissão destacou que 143 milhões de procedimentos adicionais são necessários todos os anos para evitar mais morbilidade e mortalidade por condições cirúrgicas tratáveis, bem como uma perda de 12,3 biliões de dólares (US$) em produtividade económica até ao ano de 2030. Enfatizou a necessidade de melhorar significativamente a capacidade para procedimentos de Bellwether – laparotomia, cesariana, cuidados de fratura exposta – que são considerados um nível mínimo de atendimento que os hospitais de primeiro nível devem ser capazes de fornecer para captar os cuidados cirúrgicos de emergência mais básicos. Para enfrentar esses desafios e acompanhar o progresso, a Comissão definiu os seguintes indicadores principais para avaliar o acesso a cuidados cirúrgicos e anestésicos seguros e acessíveis:
| Indicadores principais                                 | Definição | Alvo |
| ------------------------------------------------------ | --- | --- |
| Acesso a cirurgias essenciais oportunas                | A proporção da população que pode aceder, em 2 horas, a uma instalação que pode fazer cesariana, laparotomia e tratamento de fratura exposta (os Procedimentos de Bellwether)             | Cobertura mínima de 80% de serviços essenciais de cirurgia e anestesia por país até 2030                                                                      |
| Densidade da força de trabalho cirúrgica especializada | O número de médicos especialistas em cirurgia, anestesia e obstetrícia que estão a trabalhar, por 100.000 habitantes                                                                      | 100% dos países com pelo menos 20 médicos cirúrgicos, anestésicos e obstétricos por 100.000 habitantes até 2030                                               |
| Volume cirúrgico                                       | O número de procedimentos realizados em uma sala de cirurgia, por 100.000 habitantes por ano                                                                                              | 80% dos países até 2020 e 100% dos países até 2030 rastreando o volume cirúrgico; um mínimo de 5.000 procedimentos por 100.000 habitantes até 2030            |
| Mortalidade perioperatória                             | Taxa de mortalidade por todas as causas antes da alta em pacientes submetidos a procedimento em centro cirúrgico, dividida pelo número total de procedimentos, apresentada em porcentagem | 80% dos países até 2020 e 100% dos países até 2030 a rastrar a mortalidade perioperatória; em 2020, avaliar dados globais e definir metas nacionais para 2030 |
| Proteção contra gastos empobrecidos                    | A proporção de famílias protegidas contra o empobrecimento de pagamentos diretos do próprio bolso para cuidados cirúrgicos e anestésicos                                                  | 100% de proteção contra o empobrecimento de pagamentos diretos para cuidados cirúrgicos e anestésicos até 2030                                                |
| Proteção contra despesas catastróficas                 | A proporção de famílias protegidas contra despesas catastróficas de pagamentos diretos do próprio bolso para cuidados cirúrgicos e anestésicos                                            | 100% de proteção contra despesas catastróficas de pagamentos diretos para cuidados cirúrgicos e anestésicos até 2030                                          |

Atingir estas metas até ao ano de 2030 exigiria aumentos de anestesistas, obstetras, cirurgiões, enfermeiros e instalações com salas de cirurgia, bem como de capacidades de atendimento pré e pós-cirúrgico.
Dados da OMS e do Banco Mundial indicam que ampliar a infraestrutura para permitir o acesso à assistência cirúrgica em regiões onde atualmente é limitada ou inexistente é uma medida de baixo custo em relação à significativa morbimortalidade causada pela falta de tratamento cirúrgico. De facto, uma revisão sistemática descobriu que a relação custo-benefício – dólares gastos por DALY evitados – para intervenções cirúrgicas está no mesmo nível ou supera as das principais intervenções de saúde pública, como terapia de reidratação oral, promoção do aleitamento materno e até terapia antirretroviral para HIV/SIDA. Esta descoberta desafiou o equívoco comum de que o cuidado cirúrgico é um empreendimento financeiramente proibitivo e que não vale a pena perseguir em LMIC.
Em termos de impacto financeiro sobre os pacientes, a falta de cuidados cirúrgicos e anestésicos adequados resultou em 33 milhões de indivíduos todos os anos a enfrentar gastos catastróficos com saúde – o custo de saúde desembolsado superior a 40% do rendimento de uma determinada família.
Em alinhamento com o apelo à ação do LCoGS, a Assembleia Mundial da Saúde adotou a resolução WHA68.15 em 2015, que declarou: "Fortalecer os cuidados cirúrgicos de emergência e essenciais e a anestesia como um componente da cobertura universal de saúde". Isto não apenas exigiu que a OMS priorizasse o fortalecimento dos cuidados cirúrgicos e anestésicos globalmente, mas também levou os governos dos estados membros a reconhecer a necessidade urgente de aumentar a capacidade em cirurgia e anestesia. Além disso, a terceira edição de Prioridades de Controlo de Doenças (DCP3), publicada em 2015 pelo Banco Mundial, declarou a cirurgia como essencial e apresentou um volume inteiro dedicado à capacitação cirúrgica.
Uma estrutura política chave que surgiu desse compromisso global renovado com o cuidado cirúrgico em todo o mundo é o Plano Nacional de Obstetrícia e Anestesia Cirúrgica (NSOAP, na sigla em inglês). O NSOAP concentra-se na capacitação da política para a ação para cuidados cirúrgicos com etapas tangíveis como segue: (1) análise de indicadores de linha de base, (2) parceria com paladinos locais, (3) amplo envolvimento das partes interessadas, (4) construção de consenso e síntese de ideias, (5) refinamento da linguagem, (6) custeio, (7) disseminação e (8) implementação. Esta abordagem tem sido amplamente adotada e tem servido como princípios orientadores entre colaboradores internacionais e instituições e governos locais. Implementações bem-sucedidas permitiram a sustentabilidade em termos de monitorização de longo prazo, melhoria da qualidade e apoio político e financeiro contínuo.

## Intervenções de saúde
As intervenções globais para melhorar a saúde e a sobrevivência da criança incluem a promoção do aleitamento materno, suplementação de zinco, fortificação de vitamina A, iodização do sal, intervenções de higiene, como lavagem das mãos, vacinação e tratamentos de desnutrição aguda grave. O Conselho de Saúde Global sugere uma lista de 32 tratamentos e intervenções de saúde que poderiam salvar vários milhões de vidas a cada ano.
Muitas populações enfrentam uma "lacuna de resultados", que se refere à lacuna entre os membros de uma população que têm acesso a tratamento médico versus aqueles que não têm. Os países que enfrentam lacunas de resultados carecem de infraestrutura sustentável. Na Guatemala, um subconjunto do setor público, o Programa de Accessibilidad a los Medicamentos, teve a menor disponibilidade média (25%) em comparação com o setor privado (35%). No setor privado, os medicamentos de maior e menor preço foram 22,7 e 10,7 vezes mais caros do que os preços de referência internacionais, respectivamente. Os tratamentos eram geralmente inacessíveis, custando até 15 dias de salário para um curso do antibiótico ceftriaxona. O setor público no Paquistão, embora tenha acesso a medicamentos a preços mais baixos do que os preços de referência internacionais, tem uma escassez crónica e falta de acesso a medicamentos básicos.
A jornalista Laurie Garrett argumenta que o campo da saúde global não é atormentado pela falta de fundos, mas que mais fundos nem sempre se traduzem em resultados positivos. O problema está na forma como esses fundos são alocados, pois muitas vezes são alocados de forma desproporcional para aliviar uma única doença.
No seu Relatório Mundial de Saúde de 2006, a OMS estimou uma escassez de quase 4,3 milhões de médicos, parteiras, enfermeiras e trabalhadores de apoio em todo o mundo, especialmente na África Subsaariana.

## Segurança sanitária mundial
A pandemia de COVID-19 destacou como a segurança sanitária global depende de todos os países do mundo, incluindo países de baixo e médio rendimento, com sistemas de saúde fortes e pelo menos um mínimo de capacidades de investigação em saúde. Num artigo de 2020 nos Annals of Global Health, o grupo ESSENCE delineou um mecanismo para revisão do investimento em capacitação em investigação em saúde em países de baixo e médio rendimento. O mecanismo de revisão dará aos financiadores da investigação em saúde as informações para identificar as lacunas de capacidade existentes em países de baixo e médio rendimento e a oportunidade de trabalhar em conjunto para resolver essas disparidades. O objetivo geral é aumentar o apoio coordenado à investigação sobre prioridades nacionais de saúde, bem como melhorar a preparação para pandemias nos países de baixo e médio rendimento e, eventualmente, menos países com capacidade de investigação em saúde muito limitada.

## Organização
Organizações governamentais ou intergovernamentais focadas na saúde global incluem:
- As Nações Unidas
  - Organização Mundial da Saúde
    - Agência Internacional de Pesquisa sobre o Cancro (IARC)
    - Centro da OMS para o Desenvolvimento da Saúde (WKC)

  - Fundo das Nações Unidas para a Infância (UNICEF)
  - Programa Alimentar Mundial (PAM)
- Organização Pan-Americana da Saúde (OPAS)
- Comité Internacional da Cruz Vermelha
- Centros de Controlo e Prevenção de Doenças (CDC)
- O Fundo Global de Combate à SIDA, Tuberculose e Malária

As organizações não governamentais focadas na saúde global incluem:
- Médicos Sem Fronteiras
- Fundação Bill e Melinda Gates

## Agenda Global de Segurança da Saúde
A Agenda Global de Segurança da Saúde (GHSA, na sigla em inglês) é “um esforço multilateral e multissetorial que inclui 60 países participantes e várias organizações internacionais públicas e privadas focadas na construção de capacidades mundiais de segurança da saúde para enfrentar ameaças” como a disseminação de doenças infecciosas. De 26 a 28 de março de 2018, o GHSA realizou uma reunião de alto nível em Tbilisi, Geórgia, sobre biovigilância de ameaças de doenças infecciosas, "que incluem exemplos modernos como HIV/SIDA, síndrome respiratória aguda grave (SARS), H1N1 influenza, tuberculose multirresistente – qualquer doença emergente ou reemergente que ameace a saúde humana e a estabilidade económica global”. Este evento reuniu países parceiros da GHSA, países contribuintes do Pacote de Ação de Vigilância em Tempo Real e organizações parceiras internacionais que apoiam o fortalecimento das capacidades para detetar ameaças de doenças infecciosas dentro do Pacote de Ação de Vigilância em Tempo Real e outros pacotes transversais. A Geórgia é o país líder do Pacote de Ação de Vigilância em Tempo Real.
A GHSA funciona por meio de quatro mecanismos principais de ação dos membros, pacotes de ação, grupos de trabalho e cooperação internacional. Em 2015, o Grupo Diretor da GHSA concordou com a implementação dos seus compromissos por meio de 11 Pacotes de Ação. Os Pacotes de Ação são um compromisso dos países membros e dos seus parceiros de trabalhar em colaboração para o desenvolvimento e implementação do Regulamento Sanitário Internacional (RSI). Os pacotes de ação são baseados no objetivo da GHSA de fortalecer a capacidade nacional e internacional de prevenir, detectar e responder a ameaças de doenças infecciosas. Cada pacote de ação consiste em metas de cinco anos, medidas de progresso, impactos desejados, compromissos dos países e lista de avaliações de linha de base. O processo de Avaliação Externa Conjunta, derivado como parte da Estrutura de Monitorização e Avaliação do RSI, é uma avaliação da capacidade de um país para responder a ameaças à saúde pública. Até agora, os parceiros do G7 e a UE assumiram um compromisso coletivo de ajudar 76 países, enquanto que os EUA comprometeram-se a ajudar 32 países a atingir as metas da GHSA para a implementação do RSI. Em setembro de 2014, foi desenvolvida uma ferramenta piloto para medir o progresso dos Pacotes de Ação e aplicada em países (Geórgia, Peru, Uganda, Portugal, Reino Unido e Ucrânia) que se ofereceram para participar numa avaliação externa.